# Brama Świny
Brama Świny (313.211) – mikroregion obszaru Uznam i Wolin nad Zatoką Pomorską, będący także zwężeniem cieśniny Świny. Brama Świny jest obszarem młodej przybrzeżnej akumulacji morskiej i eolicznej, mający przedłużenie na lewym brzegu Świny na Uznamie. W zwężeniu cieśniny zachodzi wymiana wód słodkiej poprzez Świnę do Zatoki Pomorskiej i odwrotnie morskiej z Zatoki Pomorskiej do Zalewu Szczecińskiego. Brama Świny utrudnia napływ wody morskiej z Morza Bałtyckiego.

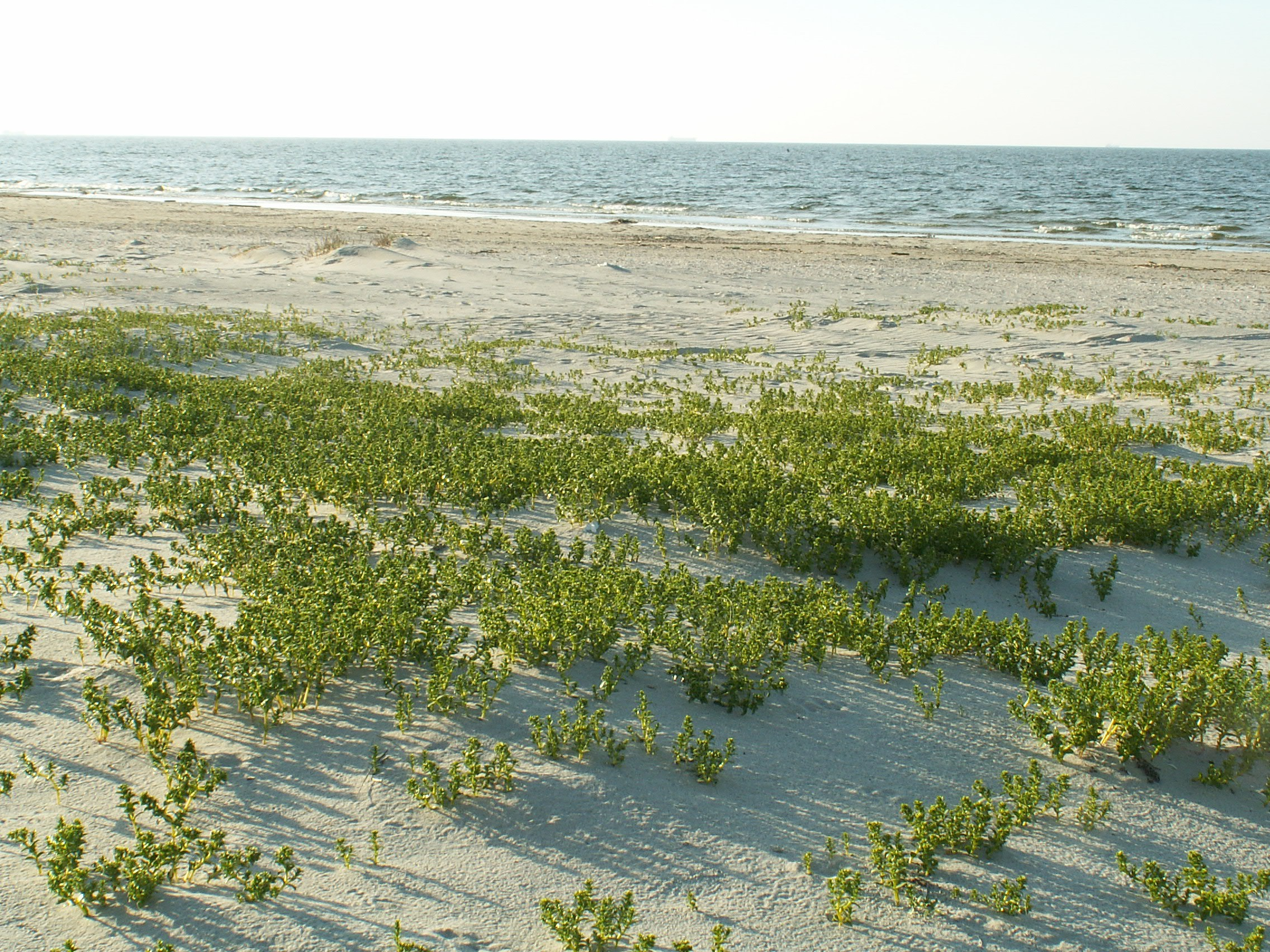
Wydmy inicjalne porastające honkenią piaskową w Świnoujściu

Na wydmowym, akumulacyjnym brzegu mierzei Bramy Świny znajdują się największe skupiska honkenii piaskowej (Honckenya peploides) na polskim wybrzeżu. Na plażach tego obszaru honkenia jest gatunkiem dominującym.
Przy zachodnim falochronie portu morskiego Świnoujście znajduje się Mielizna Zachodnia.
Do 1945 r. stosowano niemiecką nazwę Swinepforte. W 1949 r. ustalono urzędowo polską nazwę Brama Świny.